# Heiri Suter
Henri Suter (Gränichen, 10 de julio de 1899 - 6 de noviembre de 1978) fue un ciclista suizo, profesional entre los años 1918 y 1943, durante los cuales logró 57 victorias. Era un especialista en clásicas de un día, consiguiendo ganar tres de los cinco Monumentos del ciclismo. Con seis triunfos, es el ciclista que más veces ha ganado el Campeonato de Zúrich.
Heiri Suter tuvo cinco hermanos, Max, Franz, Fritz, Gottfried y Paul, que fueron todos ellos ciclistas.

## Palmarés
| 1918 - 2.º en el Campeonato de Suiza en Ruta 1919 - Campeonato de Zúrich 1920 - Campeón de Suiza en Ruta - Campeonato de Zúrich - Tour de Berna 1921 - Campeón de Suiza en Ruta - Tour de Berna 1922 - Campeón de Suiza en ruta - Campeonato de Zúrich - G. P. Wolber - Tour de Berna 1923 - París-Roubaix - Tour de Flandes - 2.º en el Campeonato de Suiza en Ruta - Tour de Berna | 1924 - Campeonato de Zúrich 1925 - Burdeos-París - G. P. Wolber - 2.º en el Campeonato de Suiza en Ruta 1926 - París-Tours - Vuelta a Colonia - Campeón de Suiza en Ruta 1927 - París-Tours 1928 - Campeonato de Zúrich 1929 - Campeón de Suiza en Ruta - Campeonato de Zúrich - Tour de Berna |

- Datos: Q497689
- Multimedia: Heiri Suter / Q497689